# World's Finest Comics
World's Finest Comics é uma revista em quadrinhos que foi publicada pela editora americana DC Comics entre 1941 e 1986, por um total de 323 edições. Inicialmente, a revista se apresentava como uma antologia, apresentando histórias distintas dos heróis Superman e Batman, mas, a partir de sua 71ª edição, publicada em 1954, a revista teve seu número de páginas consideravelmente reduzido, passando a apresentar uma única história que reunisse os dois personagens numa mesma aventura.
A partir do momento em que os dois personagens passaram a ser retratados em conjunto, começou a se desenvolver uma característica muito importante para as histórias daquele período: de que Superman e Batman eram melhores amigos, e confiavam plenamente um do outro, sempre ajudando um ao outro - um conceito que seria completamente abandonado após o cancelamento da revista e a publicação do evento Crise nas Infinitas Terras, que estabeleceria uma nova continuidade na qual os heróis apenas respeitam-se, mas possuíam grandes divergências quanto aos métodos de combate ao crime um do outro.
As tramas produzidas entre 1954 e 1970 são notórias pela simplicidade característica dos quadrinhos da "Era de Prata", adotando sempre estruturas formulaicas e pouco inventivas. Durante um breve período entre 1970 e 1972 tentou-se abordar temas mais dramáticos e realistas na revistas, junto com uma importante mudança em seu formato, com Batman sendo substituído por diferentes heróis que atuavam ao lado de Superman em histórias pelos Estados. A partir de 1973, as temas mais fantasiosas voltariam a ser o centro da publicação, destacando-se a série de histórias conhecidas como "A Saga dos Superfilhos".

## Antecedentes e contexto
Superman foi concebido por Jerry Siegel e Joe Shuster inicialmente em 1932, e a primeira versão do personagem, a aparecer na história The Reign of the Superman, já era um homem adulto quando adquiriu seus poderes, embora fosse apresentado como um vilão. As versões posteriormente desenvolvidas entre 1933 e 1938 igualmente mantinham essa característica, e quando a versão definitiva do personagem surgiria na primeira edição da revista Action Comics, no início de 1938, ele também seria apresentado como um homem adulto. Embora absorvesse uma forte influência da ficção científica, e fosse apresentado como um alienígena dotado de habilidades sobre-humanas, o Superman apresentado naquelas primeiras histórias era também um atípico herói pulp, pois enfrentava ameaças de caráter fortemente urbano, como assaltantes, maridos violentos que espancavam suas esposas, sindicalistas corruptos, políticos e gângsteres, na cidade de Metrópolis, retratada como uma síntese das grandes cidades americanas da época.
Ainda em 1939 já se percebia o impacto do sucesso dessas histórias, então publicadas em Action Comics: no início do ano, Bob Kane foi contratado pela editora para criar "um novo combatente do crime", que veio a ser publicado na 27ª edição de Detective Comics: Batman, inicialmente chamado de "Bat-Man", posteriormente viria a se tornar o herói mais popular da revista, e de forma similar ao que ocorria com Superman em Action, passaria a figurar na maioria das capas da publicação. Ainda em 1939, a editora decidiria dar a Superman uma revista própria. Todas as publicações atraiam milhares de leitores por mês, tornando o gênero de "quadrinhos de super-herói" muito popular, e ensejando a criação de novos personagens todos os meses, na tentativa de repetir o sucesso obtido por Batman e Superman.
As revistas de Superman já vendiam centenas de milhares de exemplares por edição quando, em meados de 1939, a editora decidiu investir no personagem: aproveitando a popular "Feira Mundial" então realizada em Nova Iorque, foi publicada a antologia New York's World Fair Comics, atraindo milhares de leitores; e, paralelamente, foi publicada a revista Superman, uma publicação inédita para a época por não se configurar como uma antologia, mas sim trazer as aventuras de um único personagem. E, na primeira edição, uma versão reformulada da história publicada em Action Comics #1 seria apresentada, mostrando, de forma expandida, a história de origem do personagem. Ao comentar sobre o período, Siegel declararia:
| “ | Os próprios editores não haviam ainda percebido muito bem o poder de Superman, até entenderem que nas bancas as pessoas não pediam por um exemplar de Action Comics, mas sim da revista que tivesse uma história de Superman. | ” |

A edição de 1940 da World's Fair Comics trouxe, pela primeira vez na história, Batman e Superman juntos numa ilustração de capa.

A cada ano, aumentavam os investimentos da editora nos dois populares super-heróis. Num dado momento entre 1939 e 1940, Siegel se viu responsável pela arte de três publicações distintas - duas histórias mensais de Superman, publicadas na antologia que era Action e na revista própria do personagem; e uma série de arte diárias para a tira de jornal então publicada. Logo, toda uma equipe de "assistentes de arte" seria contratada, para auxiliar o artista na conclusão de todo esse material. Dentre os desenhistas responsáveis pelos rascunhos sobre os quais Siegel trabalhava estavam Wayne Boring, Paul Cassidy, Ed Dobrotka e Ira Yarbrough, que viriam a se tornar desenhistas significativos nas revistas do personagem durante a década seguinte.
A primeira edição de New York's World Fair Comics havia sido um sucesso, e quando uma nova edição da Feira foi realizada em 1940, uma segunda edição da revista seria publicada, no mesmo formato à época considerado extravagante - 96 páginas coloridas ao custo de quinze centavos de dólar - mas com o diferencial de apresentar Superman ao lado de Batman e Robin. À época, os três eram os mais populares personagens da editora, e tantas histórias diferentes eram publicadas todo mês que ninguém em toda a equipe de Siegel teria tido tempo para completar a ilustração de capa, que Jack Burnley teve que ser contratado pela editora para realizar o trabalho.
Uma terceira temporada da Feira Mundial acabaria não ocorrendo em 1941, mas naquele ano a editora publicaria a primeira edição de World's Best Comics, uma antologia que seguiria os mesmos moldes das duas edições anteriores: número maior de páginas, várias histórias publicadas no interior da publicação, sendo uma protagonizada por Superman, e outra por Batman.

## História (1941-1986)

### 1941-1953: Início como antologia
A primeira edição de World's Best Comics apresentaria a configuração que se manteria pelos anos seguintes: como uma antologia, possuía várias histórias publicadas no interior da publicação - mas ainda que Batman, Superman e, ocasionalmente, Robin figurassem juntos nas capas, costumavam protagonizar histórias diferentes, separadamente. Isso se devia, em parte, pela própria forma como funcionavam as editoras de histórias em quadrinhos: cada herói fica "restrito" à sua própria revista, e as histórias eram produzidas por equipes de editores, roteiristas e desenhistas que trabalhavam de forma bastante independente, sendo algo muito incomum um personagem aparecer numa história de um outro, ainda que como mero coadjuvante.
Cada personagem tinha suas histórias, seguindo temas específicos. E assim era com Superman e Batman: enquanto o alienígena se afastava de suas origens urbanas, apresentando histórias que se dedicavam cada vez mais aos seus super-poderes e tinham influência da ficção científica, as histórias de Batman se aprofundavam na questão da criminalidade. Durante toda a década de 1940, pelo menos nos quadrinhos, Superman e Batman não protagonizariam nenhuma história em conjunto - salvo duas oportunidades em que apareceriam como membros da Sociedade da Justiça da América, na 7ª e na 36ª edição da revista All-Star Comics. Os dois heróis eram "membros-reserva" da equipe, e não eram incluídos nas histórias com frequência.
No início da década de 1950, uma história especial publicada em Superman #76, intitulada "The Mightiest Team in the World", escrita por Edmond Hamilton e ilustrada por Curt Swan, mostraria o momento em que Batman e Superman se encontraram pela primeira vez, inclusive descobrindo a identidade secreta um do outro durante um cruzeiro no qual haviam sido convidados como "Bruce Wayne" e "Clark Kent". Seria a primeira vez que Batman apareceria na revista de Superman, e, embora ao final da história, os dois se declarariam amigos, nas edições seguintes não haveria nenhuma menção ao evento.

### 1954-1970:Team-upsde Superman e Batman

World's Finest Comics #71 foi a primeira edição a apresentar uma história compartilhada por Batman e Superman.

Em 1954, a DC Comics se via enfrentando problemas em continuar publicando a revista World's Finest Comics. A revista havia deixado de ser disponibilizada mensalmente, passando a possuir uma periodicidade bimestral, e o formato então adotado - 64 páginas coloridas vendidas por 15 centavos - não se mostrava mais economicamente vantajoso. A solução encontrada para aumentar a vendagem da revista envolvia diminuir o preço para os costumeiros 10 centavos de dólar cobrados nas demais publicações da editora, mas, para tanto, era preciso reduzir a quantidade de páginas e de histórias publicadas. Para manter Superman e Batman na revista, a editora decidiria publicar uma única história, mostrando os dois heróis atuando em conjunto, como em "The Mightiest Team in the World".
A primeira história nesse novo formato foi "Batman—Double for Superman!", publicada em World's Finest Comics #71 e logo a revista se tornaria novamente uma publicação muito popular, tanto para os fãs de um herói quanto para os fãs do outro. Todos os meses os editores e roteiristas bolavam novas formas de reunir os dois personagens em aventuras que geralmente envolviam um herói precisando da ajuda do outro numa aventura. Essa fórmula funcionaria muito bem junto ao público por cerca de duas décadas.
Batman, embora não fosse de forma alguma um fracote covarde, era retratado como o cérebro da equipe; Superman, por sua vez, embora não fosse alguém obtuso, era o músculo. — Mark Waid, na introdução de World's Finest Comics Archives, volume 1
Na revista, os dois eram retratados como melhores amigos, mas esse relacionamento não era abordado ou sequer mencionado na demais revistas dos personagens, por causa das diferente equipes editoriais envolvidas. Apesar da representação restrita, não haviam limites criativos: as histórias de World's Finest Comics, embora pudessem ser consideradas "formulaicas", começariam a envolver progressivamente mais e mais elementos das respectivas mitologias dos dois heróis: numa história, Robin e Jimmy Olsen se tornariam tão amigos quanto os heróis; em outra história, os vilões de Superman se uniriam aos vilões de Batman para enfrentar os heróis em conjunto.
O período entre 1954 e 1970 é usualmente conhecido como a "Era de Prata", e um marco dessa época é a simplicidade das histórias. As tramas desenvolvidas no período raramente apresentavam riscos narrativos, e apresentavam temas bem mais fantasiosos que as histórias da "Era de Ouro", iniciada em 1938 com o surgimento de Superman em Action Comics #1. Em parte por causa disso, muitas das histórias da revista publicadas durante o período, como "The Caveman from Krypton!" (102ª edição) e "The Infinite Evolutions of Superman and Batman!" (151ª edição) estão incluídas no rol das "piores histórias" dos personagens.
É comumente aceito que a Era de Prata foi sucedida pela Era de Bronze. O marco de transição entre um período e o outro, entretanto, não é claro, e existem diversas possibilidades tanto para o término de uma quanto para o início da outra. O pesquisador Arnold T. Blumberg acredita que a transição entre os dois períodos foi gradual, se estendendo desde o final da década de 1960 até 1973, quando foi publicada pela Marvel Comics a história The Night Gwen Stacy Died - o ápice de um ideal que vários profissionais vinham defendendo naquele período de transição: abordar temas mais maduros, ainda que estes estivessem sendo "filtrados" pela "lente simplista dos super-heróis". Nessa transição, um evento da história de Superman é citado como um possível marco para o início da "Era de Bronze": a aposentadoria de Mort Weisinger.

### 1970-1972:Team-upsde Superman e outros heróis
A década de 1970 marca o término das contribuições do editor Mort Weisinger, que em 1971 se aposentaria, sendo substituído por Julius Schwartz. Alguns historiadores entendem que a "Era de Prata" das histórias em quadrinhos americanas terminou em abril de 1970, mês em que Schwartz - o homem responsável por iniciar o período com a reformulação do herói Flash em Showcase #4 - abandonou o cargo de editor da revista Green Lantern, protagonizada por um dos heróis que ele havia ajudado a reinventar, em favor de Denny O'Neil e Neal Adams. Na coluna "Scott's Classic Comics Corner", um dos jornalistas do site americano Comic Book Resources apontaria diversas possibilidades para a sucessão e, embora uma das mais aceitas fosse a publicação de Green Lantern/Green Arrow #76, a primeira história de O'Neil e Adams, houve outros eventos significativos naquele período, incluindo a aposentadoria de Weisinger, evento que poderia ser entendido como o ponto de transição entre a "Era de Prata" e a "Era de Bronze".
Anualmente, Weisinger já vinha tentando se desligar do trabalho de editor das revistas de Superman, mas as negociações com Jack Liebowitz sempre levavam à reajustes no salário e sua permanência por mais um ano. Em 1967, a DC Comics foi vendida ao grupo Kinney Publishing, e no ano seguinte, o grupo também adquiriu a Warner Bros.. Um grande conglomerado de escritórios reunia as diferentes empresas, e a DC passou por algumas alterações no seu quadro de funcionários: Liebowitz designaria o desenhista Carmine Infantino, responsável por uma série de bem-sucedidas revisões no design dos personagens da DC, como "diretor editorial". Infantino, por sua vez, promoveria as próprias alterações, designando outros artistas para ocuparem funções administrativas. Eventualmente, Liebowitz decidiria se aposentar, e permitiria que Weisinger o acompanhasse. Ambos se desligariam da editora em 1970.
Com a aposentadoria de Weisinger, diferentes editores assumiriam cada uma das revistas de Superman então publicadas. Ao passo que Schwartz assumiu o comando de Superman, Murray Boltinoff se tornaria o editor de Action Comics. À época, o grupo editoral do personagem compreendia ainda outras cinco revistas em publicação: Adventure Comics, Superboy, Lois Lane, Jimmy Olsen e World's Finest. Inicialmente, Schwartz acumularia o cargo de editor de Superman com o de World's Finest; Boltinoff por sua vez acumularia Superboy, com as histórias do jovem Superman, e Jimmy Olsen, com as histórias do personagem homônimo com Action Comics; Mike Sekowsky se tornaria o editor de Adventure Comics, onde eram publicadas as histórias de Supergirl; e o editor de Lois Lane a partir de 1970 seria E. Nelson Bridwell.
Embora agissem separadamente, todos os editores possuíam um objetivo comum: tornar as revistas menos fantasiosas, produzindo histórias mais "realistas" e em sintonia com a época. O trabalho de Schwartz em World's Finest Comics representou uma quebra na dinâmica até então estabelecida na revista: por cerca de dois anos, a revista deixou de apresentar team-ups entre Batman e Superman, mas colocou Superman numa posição similar a que Batman possuía na revista The Brave and the Bold, protagonizando histórias ao lado de diferentes heróis todos os meses. A primeira trama a surgir desse novo formato para a revista foi publicada em World's Finest Comics #198-199, e é considerada uma das melhores histórias de todos as histórias já produzidas a apresentar uma corrida entre Superman e o herói Flash. Escrita por Dennis O'Neil e ilustrada por Dick Dillin e Joe Giella, a história é a primeira de uma série que reuniria Superman com uma gama bastante diversidade de personagens, em aventuras escritas por alguns dos jovens talentos que despontavam à época, numa tentativa de aproximar Superman do "realismo" típico das histórias da época. Numa trama, Superman refletia sobre o racismo nos Estados Unidos ao encontrar os membros da Turma Titã sobre o controle de um vilão. Em outra, os direitos das mulheres eram discutidos através da figura da Mulher-Maravilha. Apesar de terem sido bem-recebidas pelo público à época, as dezesseis tramas produzidas no período acabariam sendo ignoradas pela editora em muitas das compilações produzidas nos anos seguintes. Além das histórias de Superman, eram incluídas em cada uma das edições uma reimpressão de alguma história clássica da editora.

### 1973-1986: Término eCrise nas Infinitas Terras
Após cerca de dois anos como uma revista centrada em Superman tendo aventuras ao lado de outros heróis, World's Finest Comics ao formato originalmente adotado em 1954 a partir de sua 215ª edição, graças ao escritor Bob Haney. Naquela edição seria publicada a primeira de uma série de histórias que, em retrospecto, viriam a ser conhecidas como "A Saga dos Superfilhos". Nas tramas, os filhos de Superman e Batman eram apresentados atuando em conjunto em aventuras. As tramas só teriam sua conclusão em 1980, numa trama que desconsideraria todo o trabalho até então desenvolvido como sendo a representação de uma "simulação de computador". A parte desta trama, poucas histórias relevantes seriam publicadas na década de 1980, e em 1986, a revista seria cancelada após a publicação de World's Finest Comics #323.
Com a publicação do crossover "Crise nas Infinitas Terras", a continuidade até então estabelecida pela editora seria apagada, e, a partir de 1986, uma nova cronologia, conhecida como "Pós-Crise" seria estabelecida. Nesse universo quase todas as histórias da editora seriam contadas a partir de novos inícios, e um dos marcos desse período seria a ligeira mudança no relacionamento entre Batman e Superman: ao invés de melhores amigos, eles passariam a ser mostrados como heróis rivais, que raramente se entendiam em razão de suas diferentes métodos de atuação.

## Histórias publicadas
323 edições foram publicadas entre 1941 e 1986. Dentre estas, destaca-se a 71ª edição, que apresentou a primeira história em conjunto de Batman e Superman na revista, um padrão que se estenderia a partir daquele momento para todas as demais edições da revista até seu cancelamento. A história "The Olsen-Robin Team Versus The Superman-Batman Team!", publicada na 141ª edição, em 1964, foi a primeira a expandir o conceito de "parceria" para outros personagens da mitologia de Superman e Batman, colocando Jimmy Olsen e Robin para atuar em conjunto. Em 1973, começaram a ser publicadas na revista uma série de histórias protagonizadas pelos "Superfilhos" de Batman e Superman, que passariam a atuar em aventuras juntos, para sair da sombra de seus respectivos pais. Em uma reportagem de 2015, o jornalista Graeme McMillan, do The Hollywood Reporter, comentaria que, durante a publicação da revista, "(...) Superman e Batman eram o melhor amigo um do outro, capazes de resolver qualquer problema juntos com bom humor e confiança inabalável [um no outro]", ao ponto de Superman ser mostrado como alguém que teria uma cópia da chave para a Batcaverna, e Batman, igualmente, da chave para a Fortaleza da Solidão.

### Coletâneas
Apenas uma parte das histórias estreladas por Batman e Superman na revista, seja isoladamente (#1-71) ou em dupla (#71-323) foi reunida em volumes encadernados:
- World's Finest Archives
  - Volume 1 inclui World's Finest Comics #71–85 (ISBN 978-1563894886, 1999)
  - Volume 2 inclui World's Finest Comics #86–101 (ISBN 978-1563897436, 2002)
  - Volume 3 inclui World's Finest Comics #102–116 (ISBN 978-1401204112, 2005)
- Batman: The World's Finest Comics Archives
  - Volume 1 inclui as histórias protagonizadas por Batman que foram publicadas em World's Finest Comics #1–16 e em New York World's Fair Comics #2 (ISBN 978-1563898198, 2002)
  - Volume 2, semelhantemente, inclui World's Finest Comics #17–32 (ISBN 978-1401201630, 2005)
- Superman: The World's Finest Comics Archives
  - Volume 1 inclui as histórias protagonizadas por Superman que foram publicadas em World's Finest Comics #1–16 e nas duas edições da revista New York World's Fair Comics #1-2 (ISBN 978-1401201517, 2004)
  - Volume 2, semelhantemente, inclui World's Finest Comics #17-32 (ISBN 978-1401224707, 2009)
- Showcase Presents: World's Finest
  - Volume 1 inclui World's Finest Comics #71–111 , além de Superman #76 (ISBN 978-1401216979, 2007)
  - Volume 2 inclui World's Finest Comics #112–145 (ISBN 978-1401219819, 2008)
  - Volume 3 inclui World's Finest Comics #146-60, #162-69, #171–73 (ISBN 978-1401225858, 2010)
  - Volume 4 inclui World's Finest Comics #174-178, #180-187, #189-196, #198-202 (ISBN 978-1401237363, 2012)
- Superman vs. The Flash inclui World's Finest Comics #198–199 (ISBN 978-1401204563, 2005)
- Superman/Batman: Saga of the Super Sons inclui as histórias dos "Superfilhos" publicadas em World's Finest Comics #215–216, 221–222, 224, 228, 230-231, 233, 238, 242 e 263 (ISBN 978-1401215026, 2007)
- World's Finest: the Silver Age Omnibus
  - Volume 1 inclui World's Finest Comics #71–116 (ISBN 978-1401261122, 2016)

Além destas, foram publicadas coletâneas reunindo as histórias de outros personagens publicados na revista:
- Showcase Presents: Green Arrow, Volume 1 inclui as histórias do Arqueiro Verde publicadas em World's Finest Comics #95-140  (ISBN 978-1401207854, 2006)
- Showcase Presents: Aquaman, Volume 2 inclui as histórias do Aquaman publicadas em World's Finest Comics #130-133, 135, 137 e 139 (ISBN 978-1401217129, 2008)
- The Creeper by Steve Ditko 	inclui as histórias do Rastejante publicadas em World's Finest Comics #249-255 (ISBN 978-1401225919, 2010)